# مسجد و آب‌انبار سید اسماعیل
مسجدوآب‌انبار سید اسماعیل مربوط به اواخر دوره قاجار است و در قم، کوچه جنب تیمچه بازار، پلاکهای ۳۸/۳۹/۴۰/۴۲/۴۶ واقع شده و این اثر در تاریخ ۱۶ شهریور ۱۳۸۳ با شمارهٔ ثبت ۱۱۰۸۰ به‌عنوان یکی از آثار ملی ایران به ثبت رسیده است.